# Багишково
Баги́шково (рос. Багышково) — присілок у складі Артинського міського округу Свердловської області.
Населення — 354 особи (2010, 390 у 2002).
Національний склад станом на 2002 рік: марійці — 95 %.